# Heinemannia laspeyrella
Heinemannia laspeyrella ist ein Schmetterling (Nachtfalter) aus der Familie der Grasminiermotten (Elachistidae).

## Merkmale
Die Falter erreichen eine Flügelspannweite von 17 bis 21 Millimeter. Der Kopf ist hellgelb, der Thorax gelb. Die Tegulae sind dunkel graubraun und innen gelb eingefasst. Die Vorderflügel sind tiefgelb und haben einen dunkelbraunen Costalstrich, der zur Flügelspitze fahler wird. Ein dunkelbrauner ovaler Fleck befindet sich vor der Flügelmitte, er reicht vom Costalstrich bis fast zur Costalfalte. Ein Büschel dunkelbrauner abstehender Schuppen befindet sich oberhalb und unterhalb der Costalfalte. Ein dunkelbrauner Fleck mit einem Schuppenbüschel in der Mitte ist am Innenwinkel ausgebildet. Die Basis des Costalstrichs, die beiden dunkelbraunen Flecke und die Schuppenbüschel sind sehr eng weiß umrandet. Die Fransenschuppen sind graubraun. Die Hinterflügel schimmern dunkel graubraun.
Bei den Männchen fehlt der Uncus; die Gnathos-Arme sind sehr kurz und enden in großen Blasen, die mit Stachelreihen bedeckt sind. Das Tegumen ist lang und distal verengt. Die Valven sind lang, an der Basis breit und in der Mitte schmal. Die Spitze ist abgerundet. Die Anellus-Lappen sind groß und ungefähr halb so lang wie die Valven. Sie verjüngen sich distal und haben an der Spitze einige stumpfe Stacheln. Der Aedeagus ist lang, schmal, röhrenförmig und leicht gekrümmt. H. laspeyrella kann von Heinemannia festivella und Heinemannia albidorsella anhand der Gnathos-Arme unterschieden werden. Diese haben fast dieselbe Breite wie der distale Teil der Valven. Der Aedeagus ist in der Vesica mit Stachelreihen besetzt.
Bei den Weibchen sind die Papillae anales lang und schmal. Die Apophyses posteriores sind etwa ein Viertel länger als die Apophyses anteriores. Das Ostium ist breit und becherförmig. Das Antrum ist mit einem Paar kurzer sklerotisierter Stege versehen. Der Ductus bursae ist lang und schmal und zum Corpus bursae leicht geweitet. Der breiteste Teil ist mehr oder weniger granuliert. Das achte Tergit ist rechteckig und ungefähr anderthalbmal so lang wie breit. Der Einmündungsbereich von Ductus bursae und Corpus bursae ist sehr fein granuliert. Das Corpus bursae ist eiförmig und besitzt kein Signum.

### Ähnliche Arten
Bei H. laspeyrella sind Kopf und Thorax gelb. In Verbindung mit den tiefgelben Vorderflügeln kann die Art so von Heinemannia festivella und Heinemannia albidorsella unterschieden werden.

## Verbreitung
Heinemannia laspeyrella ist in Nord-, Mittel- und Osteuropa beheimatet. Im Osten reicht das Verbreitungsgebiet bis in den Ural und den Süden Sibiriens.

## Biologie
Die Raupen wurden an der Erbsenartigen Platterbse (Lathyrus pisiformis), der Frühlings-Platterbse (Orobus vernus) und Klee-Arten (Trifolium) nachgewiesen. Falter wurden an Schwärzender Platterbse (Lathyrus niger) gefangen. Die Raupen entwickeln sich von Juli bis zur ersten Augusthälfte und fressen in den Samenhülsen. Dabei können bis zu sechs Raupen in einer Hülse leben. Die erwachsenen Raupen überwintern in der Rinde benachbarter Bäume. Die Art bildet nur eine Generation pro Jahr, die Falter fliegen von Mitte Mai bis Anfang Juli.

## Systematik
Aus der Literatur ist das folgende Synonym bekannt: 
- Tinea laspeyrella Hübner, 1796